# Miguel de la Fuente Escudero
Miguel de la Fuente Escudero (nascut el 3 de setembre de 1999), de vegades conegut com a Miguelín o simplement Miguel, és un futbolista professional espanyol que juga com a davanter al CD Leganés.

## Carrera de club
Nascut a Tudela de Duero, Valladolid, Castella i Lleó, Miguel es va incorporar a la formació juvenil del Reial Valladolid el 2013, amb 13 anys El 26 de març de 2017, amb només 17 anys, va fer el seu debut com a sènior amb el filial en començar en un empat a 0 a casa contra el Burgos CF a Segona Divisió B.
El 20 de novembre de 2017, Miguel va renovar el seu contracte fins al 2021. Sis dies més tard va marcar el seu primer gol com a sènior, marcant l'empat per a l'equip B en un empat 1-1 al Pontevedra CF.
El 21 d'octubre de 2018, Miguel va debutar al primer equip i a la Lliga, substituint Enes Ünal en una derrota per 1-0 a casa del Reial Betis. L'1 d'octubre de 2020 va ser cedit per un any al CD Leganés de Segona Divisió.
Miguel va marcar el seu primer gol com a professional l'11 d'abril de 2021, marcant l'empat en una derrota per 1-2 fora de casa contra el RCD Espanyol. El 16 de maig, va marcar un doblet en un èxit a casa per 3-0 davant la UD Logroñés.
El 23 d'agost de 2021, l'agent lliure Miguel va signar un contracte de quatre anys amb el Deportivo Alavés del primer nivell. Va marcar el seu primer gol a la categoria l'11 de maig de l'any següent, marcant el primer gol en una victòria a casa per 2-1 davant l'Espanyol.
L'1 de setembre de 2023, Miguel va tornar a Leganés amb un contracte de cessió d'un any. El 31 de gener de 2025, va fallar dos penals en el temps de descompte quan el Leganés va patir una derrota per 1-0 a casa davant el Rayo Vallecano.

## Palmarès
Leganés
- Segona Divisió: 2023–24

Individual
- Jugador del mes de Segona Divisió : novembre de 2023[9]